# Raiones y municipios nacionales
Los raiones y municipios nacionales (del ruso: Национальные районы и сельсоветы) son unidades administrativas creadas para una determinada nacionalidad en tiempos de la Unión Soviética y en la Rusia contemporánea.

## Raiones nacionales en la Federación Rusa
En 2011, había en Rusia doce regiones de estatus nacional. Existen veinte regiones más que, aun no teniendo este estatus, lo son en su denominación y forma. Existen asimismo 15 asentamientos de tipo rural, un microraión nacional, 29 nasleg nacionales y 3 nasleg nómadas.

### Raiones
En la década de 1990 se formaron en varios sujetos federales de Rusia varias unidades administrativo-territoriales nacionales, detalladas a continuación (porcentaje de habitantes de esa etnia en la unidad regional a continuación de su denominación):
- Raión evenki de Vaunt en la república de Buriatia, (evenki, 5.4%).
- Raión nacional de Priazha en la república de Carelia (carelios, 37 %).
- Raión nacional de Kálevala en la república de Carelia (carelios, 35.94 %).
- Raión nacional de Olónets en la república de Carelia (carelios, 63 %).
- Ulús nacional (dolgano-evenki) de Anabarski en la república de Sajá (Yakutia) (dolganos, 24.55 %, evenki, 14.02 %).
- Ulús nacional (evenki) de Zhigansk en la república de Sajá (Yakutia) (evenki, 47.5 %).
- Ulús nacional (evenki) de Momski en la república de Sajá (Yakutia) (evenki, 16.62%).
- Ulús nacional (evenki) de Oleniok en la república de Sajá (Yakutia) (evenki, 53.15 %).
- Ulús nacional Eveno-bytantaiski en la república de Sajá (Yakutia) (even, 32.25 %).
- Raión nacional alemán (krai de Altái) en el krai de Altái (alemanes, 31.8 %).
- Raión nacional alemán de Azovo en el óblast de Omsk (alemanes, alrededor del 60 %).
- Raión nacional Bystrinski en el krai de Kamchatka (even, 30 %; koriak, 5.5 %).

### Municipios
- Asentamiento rural nacional Soyot
- Ocho asentamientos rurales evenki en la república de Buriatia:
  - Asentamiento rural evenki de Baikálskoye
  - Asentamiento rural evenki de Kumora
  - Asentamiento rural evenki de Jolodnaya
  - Asentamiento rural evenki de Yoyán
  - Asentamiento rural evenki de Uliunjan
  - Asentamiento rural evenki de Kurumkan
  - Asentamiento rural evenki Usoiskoye
  - Asentamiento rural evenki de Yakit
- Volost nacional vepsio (disuelto y dividido en 2004 en los asentamientos rurales evenkis Ryborétskoye, Sheltoziórskoye y Shókshinskoye) 34.41 %
- Treinta y siete nasleg y tres nasleg nómadas en la república de Sajá. En ellos habitan poblaciones de etnia dolgana, evenki, eveni y yukagiros
- Asentamiento rural nacional vepsio en el óblast de Vólogda 45.5 %.
- Asentamiento rural nacional de Ivánkino (selkup) en el óblast de Tomsk.

### Raiones sin estatus nacional en su denominación
Existen varias regiones en Rusia que no contienen el estatus nacional en su denominación, pero que en realidad fueron formados y denominados por la nacionalidad predominante:
- República de Daguestán: Raión de los Agul (agul, 92.5 %); Raión de los Lak (lak, 96 %), Raión de Novolákskoye (lak, 50.3 %), Raión de los Nogayos (nogayo, 85.7 %), Raión de los Rutul (rutul, 60.9 %) y Raión de los Tabasaran (tabasaran, 82.6 %).
- República de Karacháyevo-Cherkesia: Raión de los Abasios (abasios) y Raión de los Nogayos (nogayos, 90 %).
- República de Mari-El: Raión Gornomariski (mari, 87.7 %).
- Krai de Kamchatka: Raión de los Aleutas (aleuta), Raión de los Aliutor (aliutor).
- Krai de Jabárovsk: Raión de los Nanái (nanái, 22.93 %), Raión de los Ulch (ulch, 9.15 %).
- Óblast de Magadán: Raión Sévero-Evenski (even, 27.44 %).
- Distrito autónomo de Yamalia-Nenetsia: Raión de Krasnoselkup (selkup, 24 %).
- Óblast de Cheliábinsk: Raión de los Nagaibaik (nağaybäk, 37 %)
- Krai de Krasnoyarsk: Raión de los Evenki (21,5 %), Raión de Taimyr (Dolgano-Nenets) (dolganos 13.8 %, Nenets 7.6 %).
- República de Komi: Raión de los Izhem (Komi-izhem, 85 %).
- República de Tuvá: Raión de los Todzhin (tuvano-todzhin).

### Municipios sin estatus nacional en su denominación
- Krai de Primorie: Asentamiento rural Udeguéi, raión de Ternéi (udeguéi.
- Krai de Krasnoyarsk: Asentamiento rural Ket, raión de Pirovskoye (ket) y Asentamiento rural Chulym, raión de Novosiólovo (chulym).
- Óblast de Novosibirsk: Asentamiento rural Chulym, raión de Edvisnk (chulym).
- Óblast de Kémerovo:  Asentamiento rural Chulym, raión de Tiazhisnki (chulym) y Asentamiento rural Shor, raión de Tashtagol (shor).
- Krai de Altái: Asentamiento rural Teleut, raión de Kamensk (teleut) y Asentamiento rural Kumandín, raión de Solton (kumandín).
- República de Altái: Asentamiento rural Kazajo y Asentamiento rural Telenguit-Sortogoi, raión de Kosh-Agach (kazajos y telenguit, respectivamente).
- Óblast de Irkutsk: Asentamiento rural Tofalar, raión de Nizhneúdinsk (tofalar)
- Óblast de Amur: Asentamiento rural Ucraniano, raión de Seryshovo, (ucranianos.
- Óblast de Omsk: Asentamiento rural Ucraniano, raión de Isilkul (ucranianos).
- Krai de Kamchatka: Asentamiento rural Koriak, raión de Yelívozo (koriak).
- República de Karacháyevo-Cherkesia: Asentamiento rural Jasaut-Griego, raión de Zelenchúkskaya (griegos)
- Krai de Stávropol: Asentamiento rural Griego, raión de Mineralnye Vody (griegos).

## Raiones,volostsyselsovetsen la Unión de Repúblicas Socialistas Soviéticas
La decisión sobre la creación de selsovet y raiones nacionales era dejada en manos de los poderes regionales en la Unión Soviética. La práctica se difundió ampliamente durante la década de 1920 y 1930. A partir de 1938-1939 se deja de utilizar el estatus "nacional".

### Raiones y municipios en las Repúblicas Socialistas Soviéticas de Bielorrusia y Ucrania en los años 20 y 30 del siglo XX
|             | RSS de Bielorrusia | RSS de Ucrania |
| albaneses   | 0                  | 0+3            |
| bielorrusos | ...                | 0+4            |
| búlgaros    | 0                  | 4+45           |
| griegos     | 0                  | 3+30           |
| hebreos     | 0+25               | 3+38           |
| letonia     | 0+1                | 0              |
| lituanos    | 0+5                | 0              |
| moldavos    | 0                  | 0+90           |
| alemanes    | 0+2                | 8+254          |
| polacos     | 0+22               | 1+151          |
| rusos       | 0+15               | 9+403          |
| ucranianos  | 0+3                | ...            |
| checo       | 0                  | 0+12           |

En el óblast de Leningrado, que entonces incluía la península de Kola, en 1933-1934 había 70 selsovets fineses, 24 vepsios, 20 estonios, 7 izhorianos, 5 lapones-sami, 5 alemanes, 4 carelios, 2 komi-izhems, 1 latgaliano y 1 noruego.

### Aleutas
- Krai de Kamchatka: Raión de los Aleutas - Nikólskoye (1928-actualidad).

### Armenios
- Krai de Krasnodar: Raión de los Armenios - Shaumián (1925-1953).
- Óblast de Rostov: Raión de Miasnikova - Najicheván-na-Donu (1926-actualidad).

### Bashkires
- Óblast de Cheliábinsk: Raión de Argayash (parte del Cantón de Argayash) Argayash (1930-actualidad), Raión de Kunashak - Kunashak.
- Óblast de Kurgán: Raión de Almenevo - Almenevo (1924-actualidad), Raión de Safakulevo - Safakulevo.

### Bielorrusos
- Óblast de Sverdlovsk: Raión de Tabory (1930-actualidad).

### Búlgaros
- Óblast de Odesa: Raión de Blahoieve - Blahoieve.
- Óblast de Zaporizhia: Raión de Kolarivka - Kolarivka.
- Óblast de Kirovogrado: Raión de Olshanka - Olshanka.

### Buriatos
- Krai de Zabaikalie: Raión Jaotsaiski - Ugdan y Raión Jiloko-Buriatski - Badá.

### Vepsios
- Óblast de Leningrado: Raión de Vinnitsy - Vinnitsy (1931-1938).
- República de Carelia: Raión de Shióltozero - Shióltozero (1927-1956).

### Griegos
- Krai de Krasnodar: Raión nacional griego - Krýmskaya, Neberdzháyevskaya (1930-1938).
- Óblast de Donetsk: Raión de Veliko-Yanisol - Veliki Yanisol; Raión de Mangushki; Raión de Sartaná - Sartaná.

### Hebreos
- Óblast autónomo Hebreo: Raión de Birobidzhán - Birobidzhán (1930-1934).
- Óblast de Jerson: Raión de Kalinindorf - Kalinindorf (1927-1941).
- Crimea: Raión de Larindorf - Druzhchí (1935-1937), Raión de Fraidorf - Fraidorf (1930-1937).
- Óblast de Zaporizhia: Raión de Novozlatopil - Novozlatopil (1929-1941).
- Óblast de Dnipropetrovsk Raión de Stalindorf - Stalindorf (1931-1941).[3]

### Kazajos
- Óblast de Astracán: Raión de Volodar - Volodar (1931-actualidad).

### Coreanos
- Krai de Primorie: Raión Posetski - Novokíevskoye.

### Tártaros de Crimea
- Crimea: Raión de Alushta - Alushta, Raión de Balaklava - Balaklava, Raión de Bajchisarái - Bajchisarái, Raión de Sudak - Sudak, Raión de Yalta - Yalta (1930-1944) y Raión de Kúibyshevo - Albat (1935).

### Mordvinos
- Óblast de Sarátovsk: Raión de Baranovka - Baránovka (1934).
- Óblast de Samara: Raión de Kliávlino - Kliávlkino (1928-actualidad).
- Óblast de Penza: Raión de Shemishéika - Shemishéika (1928-actualidad).

### Nanáis
- Óblast de Jabárovsk: Raión de los Nanái - Tróitskoye (1934-actualidad).

### Alemanes
- Crimea: Raión de Biuk-Onlar - Biuk-Onlar (1930-1938) (1962), Raión de Telmanski - Kurmán-Kelmenchí.
- Krai de Krasnodar: Raión nacional alemán de Vannóvskoye - Vannóvskoye (1928-1941).
- Ucrania: Raión de Zelts - Zelts, Raión de Karl-Libknejtovski - Landau, Raión de Karl-Marksovski, Raión Liuksemburgski, Raión de Pulinski, Raión de Rotfront - Rotfront, Raión de Singtranski, Raión de Spartakova - Spartakova, Raión de Frifrij-Engelsovski.
- Óblast de Zaporizhia: Raión de Molochansk - Molochansk.
- Krai de Altái: Raión nacional alemán (krai de Altái) - Galbshtadt (1927-1939).
- Óblast de Oremburgo: Raión de Kichkaski - Kichlas (1934-1938)

### Nivjis
- Óblast de Sajalín: Raión de Sajalín Oriental - Nógliki (1929-1939), Raión de Sajalín Occidental - Viskvo (1929-1934).
- Krai de Jabárovsk: Raión de Nizhne-Amurski - Nikoláyevsk-na-Amur.

### Polacos
- Bielorrusia: Raión de Dzerzhinsk - Dzerzhinsk (1932-1938).
- Óblast de Zhytomyr: Raión de Marjlevsk - Marjlevsk (1925-1935).

### Rusos
- Óblast de Járkov: Raión Alekséyevski.
- Óblast de Sumy: Raión Veliko-Pisarevski, Raión de Putivl - Putivl.
- Óblast de Donetsk: Raión de Verjne-Teploye - Verjne Teploye, Raión de Sorokino - Sorokino.
- Óblast de Zaporizhia: Raión de Kamenski, Raión de Terpenianski, Raión de Chugúyev - Chugúyev.
- Óblast Autónomo Adigués: Raión de Krasnogvardéiskoye - Krasnogvardéiskoye (Adiguesia).

### Saami
- Óblast de Múrmansk: Raión de Ponói (Saamski, desde 1935) - Ponói.

### Tártaros
- Óblast de Nizhni Nóvgorod: Raión de Kzyl-Oktiabrski - Kochko-Pozharski, Urazovka (1930-1962).
- Mordovia: Raión de Liámbir - Liámbir (1933-actualidad).
- Mari-El: Raión de los Tártaros - Paranga (1931-1932).
- Chuvasia: Raión Shijirdanovski - Shygyrdan (hasta 1939).

### Tofalar
- Óblast de Irkutsk: Raión nacional Tofalar - Apigzher (1939-1950).

### Turkmenos
- Krai de Stávropol: Raión de los Turkmenos - Letniaya Stavka (1925-actualidad).

### Uigur
- Provincia de Almaty: Raión de los Uigur - Chundzha (1934-actualidad).

### Ucranianos
- Crimea: Raión de Krasnokerekopski - Ishun, luego Krasnokerekopski (1930-actualidad).
- Óblast de Omsk: Raión de Poltavka - Poltavski (1935-actualidad).

### Ulch
- Krai de Jabárovsk: Raión de los Ulch - Bogoródskoye (1933-actualidad).

### Fineses
- Óblast de Múrmansk: Raión de Aleksandróvskoye - Aleksándrovskoye, Raión de Aleksándrovsk - Aleksándrovskoye, Raión nacional finés de Kuivozi - Kuivozi (desde 1930, Toksovo) (1939-actualidad).

### Jakasios
- Jakasia: Uyedz de los Jakasios - Ust-Abakánskoye (1923-1925).

### Janti
- Distrito autónomo Janti-Mansi: Raión de Lariakski - Lariak (1930).

### Shapsug
- Krai de Krasnodar: Raión nacional shapsug - Tuapsé, Kalezh, Sovet-Kvadzhe (1924-1945).

### Shor
- Óblast de Kémerovo: Raión nacional Gorno-Shorski - Myksí, Kuzedéyevo (1926-1939).

### Evenki
- Yakutia: Raión Aláijovski] - Chokurdaj, Raión Momski- Sonuu, Raión de Oimiakón, Raión Sarkyryski, Raión Tomponski - Jándyga, Raión de Ust-Maya - Ust-Maya, Raión Uchurski, Raión Ust-Yanski Kazache (1931).
- Óblast de Amur: Raión de Dzheltulak - Dzheltulak (1930), Raión Zeisko-Uchurski,
- Óblast de Irkutsk: Raión Katangski - Erbogachón (1930-actualidad).

### Even
- Yakutia: Raión de Anabarski - Undzha, Raión de Bulunski - Bulun, Raión de Viliuisko-Marjinski, Raión de Zhugansk - Zhugansk, Raión de Tommot - Tommot (1930).

### Mixtos
- Raión de Lovózero, óblast de Múrmansk - komi, sami, nenets (1931).
- Raión de Narimánov, óblast de Astracán (1931) - tártaros, nogayos (1931).
- Nizhnekolymsk, Yakutia (1931) - yukagiro, evenki, chukchi (1931).
- Raión de Tymski, óblast de Tomsk - Napas (1932-1946)).

### Mordvinos
- Gubernia de Uliánovsk: Volosts de Kozlovka, Atiáshevo, Dubionki(Dubionko-Novodimoskaya), Chamzimka y Ardátov (1927-1928).
- Gubernia de Penza: Volosts de Achadovo, Torbeyevo (Pérvaya Torbeyeva), Salazgor (Vtóraya Torbeyeva), Prikiriáyevo, Tengúshevo y Témnikov (1925-1928).
- Gubernia de Samara: Volosts de Koróvino y Poludni (1926-1928).

### Tártaros
- Gubernia de Samara: Volosts de Baituganovskaya, Sultanlugovo y Tiuguenbuguenskaya (1926-1928)

### Chuvasios
- Gubernia de Uliánovsk: Volosts de Bordáshkino (1927-1928).
- Gubernia de Samara: Volosts de Averkino, Krotkovo, Bolshoye Mikushkino y Sidelkino (1926-1928).

### Alemanes
- Gubernia de Samara: Volosts de Luksemburgskaya y Bolshaya Konstantínovka (1926-1928).

### Bashkires
- Óblast de Cheliábinsk: Cantón de Argayash - Argayash (1918-1930).
- Óblast de Kurgán: Cantón de Yalán - Tanrykulovo (1919-1922).
- Óblast de Oremburgo: Cantón de Tok-Churansk[4] - Gumerova.

### Selsovetsnacionales del óblast de Leningrado en las décadas de 1920 y 1930[5]
- Ókrug de Velíkiye Luki (óblast de Leningrado y Óblast Occidental):
  - Raión de Usviaty: Asentamiento rural nacional latgalio de Nova-Adamovka.
  - Raión de Jolm: Asentamiento rural nacional letón de Grujovka.
- Ókrug de Leningrado.
  - Détskoye Selo: Asentamiento rural finés Víttolovski, Voiskorovski, Mondel-Kokkelski, Peskovi, Poginski, Talikovski y Shusharski.
  - Raión de Kingisepp: Asentamiento rural estonio de Tikopi.
  - Raión de Kólpino: Asentamiento rural finés Estonski,
  - Raión de Kotly:Asentamientos rurales fineses Kononovski y Kurgolovski; Asentamiento rural izhoriano Soikinski.
  - Raión de Gátchina: Asentamientos rurales fineses Skvóritski, Vóiskovitski, Kovshovo, Kolpanski, Lukashovski, Púdostski, Románovski y Chernitski.
  - Raión nacional finés de Kúivozi: Asentamientos rurales fineses Voloyarvski, Gárbolovski, Yelizavetinski, Kíriasalski, Koivupelski, Korkiomiagski, Koivukiulski, Lémbolovski, Léskolovski, Léjtuski, Maselski, Nikuliaski, Soelovski, Tóksovski, Trotsemiagski, Jimakkolovski y Jipelmiagski.
  - Raión de Lenin: Asentamientos rurales fineses Kánistski, Koltushski, Kúivorovski, Manúshkinski, Miáglovski, Romanovski y Rúmbolovski.
  - Raión de Mga: Asentamiento rural finés Markovski.
  - Raión de Moloskovitsy: Asentamiento rural finés Zimitski
  - Raión de Oriembaum: Asentamientos rurales fineses Bibigonski e Ilikovski.
  - Raión de Párgolovo: Asentamientos rurales fineses Agalátovski, Kávgolovski, Kalitólovski, Krasnoostrovski, Lúpolovski, Mértutski, Místolovski, Novoapakiulski, Skótnitski y Yukovski.
  - Raión de Urits: Asentamientos rurales fineses Dudergofski, Razvegavevski, Fino-Visotski y Shungarovski.
- Ókrug de Loidéinoye Pole:
  - Raión de Vínnitsy: Asentamientos rurales vepsios Karginski, Kinitski, Mgiaozerski, Nemzhinski, Oziorski, Oyat-Ladvinski, Pedushski, Saraziorski y Yaroslavski.
  - Raión de Loidéinoye Pole: Asentamiento rural carelio.
  - Raión de Oshta: Asentamientos rurales vepsios Krivozerski, Pelkaski, Priazhezerski, Siaprozerski, Torozerski y Shimozerski.
  - Raión de Oyatski: Asentamientos rurales vepsios Bonozerski y Nadporozhski.
- Ókrug de Luga:
  - Raión de Liady: Asentamiento rural estonio Lomovski.
- Ókrug de Múrmansk:
  - Raión de Aleksándrovskoye: Asentamiento rural noruego Tsy-Navolokskoye, asentamientos rurales fineses Belokamenski, Griaznogubski, Západno-Litski, Oziorkovski, Oziorkovski, Toros-Ostrovski, Tiuva-Gubski, Upa-Gubski.
  - Raión Kolsko-Loparski: Asentamientos rurales lapones Yona-Babinski y Notozerski, asentamiento rural finés Peivo Yabrinski.
  - Raión de Lovózero: Asentamientos rurales izhmeno-zirianos (komi) Ivánovski Y Lovózerski, asentamiento rural lapón (sami) Voronezhski.
  - Raión de Ponoi: Asentamientos rurales lapones de Yokangski, Lumbovski y Semiostrovski.
- Ókrug de Nóvgorod:
  - Raión de Kresttsy: Asentamientos rurales estonios Komzovski y Yablonia.
  - Raión de Nóvgorod:  Asentamiento rural letón Yermólinski y asentamiento rural alemán Novonikoláyevski.
  - Raión de Chúdovo: Asentamientos rurales letones de Derevski y Kolomovski, y asentamiento rural alemán Novoaleksándrovski.
- Ókrug de Pskov:
  - Raión de Novosele (selo, Strugi Krásniye, Pskov): Asentamientos rurales estonios Mogutovski y Pustoperzhski y Lennerski.
  - Raión de Seriodka: Asentamiento rural estonio Lugovski.
- Ókrug de Cherepovets:
  - Raión de Efímovski: Asentamientos rurales vepsios Pozharishenski, Prokuchevski, Padogoshenski y Sídorovski, y asentamiento rural carelio Kurgorski.
  - Raión Sholki: Asentamientos rurales vepsios Kuiski y Pondolski.